# Distretto di Dongchang
Il distretto di Dongchang (东昌区S, Dōngchāng QūP) è un distretto della Cina, situato nella provincia di Jilin e amministrato dalla prefettura di Tonghua.